# Kallitéros
Kallitéros (Kalliteros) är en ort i Grekland.   Den ligger i prefekturen Nomós Zakýnthou och regionen Joniska öarna, i den sydvästra delen av landet, 250 km väster om huvudstaden Aten. Kallitéros ligger 151 meter över havet och antalet invånare är 627. Den ligger på ön Zakynthos.
Terrängen runt Kallitéros är varierad. Havet är nära Kallitéros åt nordost.Runt Kallitéros är det tätbefolkat, med 331 invånare per kvadratkilometer. Närmaste större samhälle är Zákynthos, 2,5 km norr om Kallitéros. 